# Osová (zámek)
Osová je zámek ve stejnojmenné vesnici, části obce Osová Bítýška v okrese Žďár nad Sázavou. Barokní zámek uzavřené čtyřkřídlé dispozice vznikl přestavbou gotické vodní tvrze z počátku 14. století, později renesančně přebudované. Od východu stavbu obklopuje rybník Okolník, západně od zámku se rozprostírá přírodně krajinářský park. Zámek s parkem je chráněn jako kulturní památka.

## Historie
Osová vznikla v místě původně náležejícím k dominiu Přibyslava z Křižanova. Přes jeho zetě Smila Světlického se dostal díl k pánům z Ronova, kteří pravděpodobně založili osovskou tvrz. Osová se poprvé objevuje v písemných pramenech v roce 1329, kdy ji držel Jindřich z Ronova a Osové, který zřejmě sídlil na osovské vodní tvrzi. Ta se přímo připomíná roku 1348. Roku 1373 prodal Čeněk z Letovic a Ronova panství moravskému markraběti Janu Jindřichovi. Markrabě je následně udělil v léno Janu staršímu Meziříčskému z Lomnice. Po dalších vlastnických změnách zakoupil roku 1415 panství Zbyněk z Doubravice.
Rod pánů z Doubravice vlastnil panství až do roku 1529, kdy je Smil z Doubravice vyměnil s Janem z Pernštejna za Valeč a další vsi. Pernštejnové drželi Osovou do roku 1552, kdy ji koupil Jan Polcar z Paračova, tvrz se uvádí jako pustá. Polcarové z Paračova během druhé poloviny 16. století tvrz obnovili v renesančním stylu, roku 1577 se zmiňuje jako zámek. V roce 1638 vyhořel a poté byl provizorně opraven.
Zásadní proměnu zámek prodělal po roce 1710 za vlastnictví Kateřiny z Waldorfu. Původní uzavřená pětikřídlá dispozice byla přestavěna na pravidelnou čtyřkřídlou. Západní křídlo se posunulo ven a dvě lomená severní křídla nahradilo jedno přímé. Nad jižním průčelím vyrostla hodinová věž. Autorem projektu přestavby byl možná Mořic Grimm. Waldorfové Osovou drželi do roku 1796, kdy ji zdědil František Kajetán Chorinský z Ledské, který ji následujícího roku prodal rodu Haugviců.
Haugvicové na zámku provedli řadu úprav interiérů a také okolí zámku. Před rokem 1835 nechali západní část rybníka zasypat a hráz posunout do stávající polohy, zanikl tak vodní příkop kolem zámku. Nově vzniklé plochy spolu se stávající barokní okrasnou zahradou byly upraveny na přírodně krajinářský park. V držení Haugviců zůstalo panství až do zrušení patrimoniální správy v roce 1848. Osovský velkostatek se zámkem vlastnili až do roku 1945.
Po roce 1945 zámek vlivem neúdržby chátral, v 60. letech byl adaptován na ústav pro mentálně postižené. Roku 1978 proběhla výměna krytiny z pálených tašek za plechovou. Roku 1985 započala adaptace zámku na školicí a rekreační středisko n. p. Škoda Plzeň, tato přestavba však nebyla dokončená. Po roce 1990 pokračoval s opravami nový správce objektu, Český svaz ochránců přírody. Roku 1992 se zastavily kvůli nedostatku financí. Další opravy probíhaly v letech 1994–1995, kdy již zámek vlastnil jiný podnikatelský subjekt. Zásadnější rekonstrukce pod novým vlastníkem započala teprve roku 2008, kdy došlo k opravě střechy. Následovala oprava stropů v patře, v roce 2010 statické zajištění budovy a věže a roku 2011 zpevnění kleneb. Kolem roku 2015 se však práce zastavily, rekonstrukce zámku zůstává k roku 2022 nedokončená.

## Stavební podoba
Zámek Osová je čtyřkřídlá dvoutraktová patrová stavba s uzavřeným nádvořím. Budova je kryta mansardovou střechou. Jediným vstupem je vjezd v ose jižního křídla, ke kterému vede dvouobloukový zděný most, původně překlenující vodní příkop. Nad vstupem završuje první patro trojúhelníkový štít, nad ním se vypíná zděná hranolová věž s hodinami. Spodní část vnějších fasád obíhá římsa, završující vyrovnávací trnož. Zaoblená nároží jsou bosovaná. Na nárožích a vprostřed křídel se na fasádě přes obě patra zvedají iónské pilastry. Nádvoří je v přízemí otevřené segmentovými arkádami s hranolovými pilíři. Nádvorní fasády rozčleňují lizény, patro odděluje kordonová římsa. Okna vnějších fasád mají šambránu, lemovanou lištou. V přízemí jsou navíc zakončená masivní nadokenní římsou, podloženou klenákem. Okna na nádvoří jsou sdružená.
Místnosti v přízemí jsou završeny valenou klenbou, místnosti v patře mají ploché stropy. Průjezd je zaklenutý plackami mezi pasy. Na rohu jižního a západního křídla je zalamované reprezentativní schodiště vedoucí do patra, v protějším rohu budovy se nachází podobné obslužné schodiště.